# Eastling
Eastling – wieś w Anglii, w hrabstwie Kent, w dystrykcie Swale. Leży 21 km na wschód od miasta Maidstone i 71 km na wschód od centrum Londynu.